# Costa Rica en la Copa Mundial de Fútbol Sub-20 de 2007
La selección de Costa Rica fue uno de los 24 equipos participantes en la Copa Mundial de Fútbol Sub-20 de 2007, torneo que se llevó a cabo entre el 30 de junio y el 22 de julio de 2007 en Canadá.
En el sorteo la selección de Costa Rica quedó en el Grupo F junto con Escocia, Japón y Nigeria.

## Jugadores
DT: Geovanni Alfaro

## Participación

### Grupo F
| Equipo     | Pts | PJ | PG | PE | PP | GF | GC | Dif |
| ---------- | --- | -- | -- | -- | -- | -- | -- | --- |
| Japón      | 7   | 3  | 2  | 1  | 0  | 4  | 1  | 3   |
| Nigeria    | 7   | 3  | 2  | 1  | 0  | 3  | 0  | 3   |
| Costa Rica | 3   | 3  | 1  | 0  | 2  | 2  | 3  | -1  |
| Escocia    | 0   | 3  | 0  | 0  | 3  | 2  | 7  | -5  |

| 1 de julio de 2007, 17:15 | Japón                                    | 3:1 (1:0) | Escocia      | Royal Athletic Park, Victoria                                         |                                                                       |
|                           | Morishima 43' · Umezaki 57' · Aoyama 79' | Reporte   | Campbell 82' | Asistencia: 11.500 espectadores Árbitro(s): Germán Arredondo (México) | Asistencia: 11.500 espectadores Árbitro(s): Germán Arredondo (México) |

| 1 de julio de 2007, 20:00 | Nigeria   | 1:0 (0:0) | Costa Rica | Royal Athletic Park, Victoria                                             |                                                                           |
|                           | Ideye 75' | Reporte   |            | Asistencia: 11.500 espectadores Árbitro(s): Peter O'Leary (Nueva Zelanda) | Asistencia: 11.500 espectadores Árbitro(s): Peter O'Leary (Nueva Zelanda) |

| 4 de julio de 2007, 20:00 | Costa Rica | 0:1 (0:0) | Japón      | Royal Athletic Park, Victoria                                         |                                                                       |
|                           |            | Reporte   | Tanaka 67' | Asistencia: 10.500 espectadores Árbitro(s): Wolfgang Stark (Alemania) | Asistencia: 10.500 espectadores Árbitro(s): Wolfgang Stark (Alemania) |

| 4 de julio de 2007, 22:45 | Escocia | 0:2 (0:0) | Nigeria       | Royal Athletic Park, Victoria                                             |                                                                           |
|                           |         | Reporte   | Bala 49', 78' | Asistencia: 10.500 espectadores Árbitro(s): Terry Waughn (Estados Unidos) | Asistencia: 10.500 espectadores Árbitro(s): Terry Waughn (Estados Unidos) |

| 7 de julio de 2007, 20:00 | Japón | 0:0     | Nigeria | Royal Athletic Park, Victoria                                        |                                                                      |
|                           |       | Reporte |         | Asistencia: 11.500 espectadores Árbitro(s): Germán Aredondo (México) | Asistencia: 11.500 espectadores Árbitro(s): Germán Aredondo (México) |

| 7 de julio de 2007, 20:00 | Escocia      | 1:2 (1:0) | Costa Rica                   | Estadio Swangard, Burnaby                                                    |                                                                              |
|                           | Reynolds 18' | Reporte   | Herrera 57' · McDonald 90+2' | Asistencia: 10.000 espectadores Árbitro(s): Subkhiddin Mohd Salleh (Malasia) | Asistencia: 10.000 espectadores Árbitro(s): Subkhiddin Mohd Salleh (Malasia) |